# لوسيو سيكتشينيلو
لوسيو سيكتشينيلو (بالإيطالية: Lucio Cecchinello)‏ هو متسابق دراجات نارية إيطالي سابق. نافس في سباقات بطولة العالم لفئة 125 سي سي.

## روابط خارجية
- لوسيو سيكتشينيلو على موقع MotoGP.com (الإنجليزية)
- لوسيو سيكتشينيلو على موقع CONI honoured athlete website (الإيطالية)